# Либерман, Евсей Григорьевич
Евсе́й Григо́рьевич Либерма́н (2 октября 1897, Славута, Заславский уезд, Волынская губерния, Российская империя — 11 ноября 1981, Харьков, Украинская ССР, СССР) — советский экономист. Участник разработки концепции экономической реформы 1965 года.

## Биография
Родился в г. Славута Славутской волости Заславского уезда Волынской губернии в семье служащего лесного имения. С отличием окончил гимназию (1915), а в 1920 году — юридический факультет Киевского университета.
В 1920—1923 годах работал служащим в советских государственных учреждениях УССР.
В 1923 году продолжил обучение как практикант Института Труда Наркомата Рабоче-Крестьянской Инспекции УССР (г. Харьков), возглавил лабораторию учёта и анализа производства, создал первую в стране станцию машинного учёта на машиностроительном заводе «Серп и Молот» (г. Харьков). Преподавал в Харьковском институте народного хозяйства, с 1930 года в Харьковском инженерно-экономическом институте, возглавлял кафедру организации и планирования машиностроительной промышленности. В 1930—1933 годах закончил машиностроительный факультет ХИЭИ.
17 апреля 1938 был арестован по сфабрикованному обвинению в шпионаже и терроризме. Дело слушалось в закрытом судебном заседании без участия сторон обвинения и защиты и без вызова свидетелей.
21 апреля 1939 Либерман был осуждён на 15 лет ИТЛ, предъявленных ему обвинений он не признал. Полгода после суда находился в харьковской тюрьме. В конце 1939 был реабилитирован.

В 1947—1950-х годах во главе коллектива учёных-экономистов развернул широкую программу исследований, охвативших машиностроительные предприятия Харькова и Харьковской области, создал научно-исследовательскую лабораторию экономики и планирования машиностроительного производства Харьковского совета народного хозяйства при Харьковском инженерно-экономическом институте. 

Отношение, показывающее взаимосвязь и взаимоопределяемость показателей себестоимости и рентабельности (из работ Е. Г. Либермана)

По результатам исследований сформулировал предложения по реформе хозяйственного механизма социалистической промышленности, которые подал в виде докладной записки в ЦК КПСС и изложил в статье «План, прибыль, премия» в газете «Правда» от 9 сентября 1962 г. Доктор экономических наук А. И. Каценелинбойген в своей работе «Советская политика и экономика» (кн. 3) писал, что опубликоваться Евсею Либерману, по его сведениям, помог академик А. М. Румянцев. Принял активное участие в начатой статьёй общесоюзной экономической дискуссии и в разработке экономической реформы 1965 года.
Учеником Е. Г. Либермана является советский экономист и академик Д. С. Львов.
Евсей Григорьевич стал доктором экономических наук в 1956, а профессором — в 1959.
В последние годы жизни работал профессором кафедры статистики и учёта Харьковского государственного университета им. А. М. Горького.

## Семья
Жена — пианистка и музыкальный педагог Регина Самойловна Горовиц, сестра пианиста Владимира Горовица.

## Основные даты жизни и творчества
- 1897, 2 октября — родился в г. Славута Волынской губернии.
- 1915 — с отличием окончил гимназию в Киеве.
- 1921—1923 — служащий Народного комиссариата рабоче-крестьянской инспекции УССР.
- 1923—1929 — практикант Института труда Народного комиссариата рабоче-крестьянской инспекции УССР, заведующий лабораторией учёта и анализа производства.
- 1924, 1926 — в научной командировке в Германии.
- 1930—1941 — заведующий кафедрой экономики и организации машиностроительного производства Харьковского инженерно-экономического института.
- 1938—1939 — арестован органами НКВД по сфабрикованному обвинению в шпионаже и терроризме, находился под следствием[1].
- 1940 — защитил диссертацию кандидата экономических наук.
- 1941—1943 — служащий министерства финансов Киргизской ССР.
- 1944—1946 — научный сотрудник научно-исследовательского финансового института (Москва).
- 1947—1962 — заведующий кафедрой экономики и организации машиностроительного производства Харьковского инженерно-экономического института.
- 1956 — доктор экономических наук (тема диссертации «Пути повышения рентабельности социалистических предприятий»).
- 1962, 9 сентября — выступает со статьёй «План, прибыль, премия» в газете «Правда».
- 1962—1981 — профессор кафедры статистики и учёта Харьковского государственного университета им. А. М. Горького.
- 1970 — публикует работу «Экономические методы эффективности общественного производства».
- 1981, 11 ноября — умер в Харькове от последствий инфаркта.

## Основные работы
- «О методах учёта производительности труда и эффективности рационализации» в соавторстве с Е. О. Шатан, 1929.
- Финансы предприятия и планирование оборотных средств. — Москва : тип. изд-ва «Моск. большевик», 1947. — 33 с.
- Хозрасчёт завода. — Москва : тип. Хоз. упр. ММП, 1948. — 32 с.
- Внутризаводский хозяйственный расчёт. / Е. Г. Либерман, Ф. С. Демьянюк, З. Н. Нейман ; Дом инженера и техника им. Ф. Э. Дзержинского. Третья Всесоюз. конференция по внутризаводскому планированию. — Москва : Машгиз, 1949. — 100 с.
  - Wewnętrzno-zakładowy rozrachunek gospodarczy. / E. G. Liberman, F. S. Demianiuk, Z. N. Neuman. — Warszawa : Polskie wyd-wa gospodarcze, 1951. — 98 с.
  - Gospodărirea chibzuită din interiorul uzinei. / E. G. Liberman, F. C. Demianiuc, Z. N. Neiman. — Bucureşti : Ed. de stat. Pentru literatură ştiinţifică şi didactică, 1951. — 104 с.
- Внутризаводский хозрасчёт. — Москва : изд-во и 1-я тип. Машгиза, 1950 (Ленинград). — 48 с.
- О планировании прибыли в промышленности. — Москва : Госфиниздат, 1950 (Ленинград : тип. им. Котлякова). — 72 с.
- Хозяйственный расчёт машиностроительного завода. — Москва : Изд. и 1-я тип. Машгиза в Л., 1950. — 212 с.
  - A gépgyárak önálló elszámolási rendszere. — Budapest : Nehézipari könyv- és folyóiratkiadó vállalat, 1951. — 196 с.
  - Chozrascot strojírenského závodu. — Praha : Průmyslové vyd-ví, 1952. — 169 с.
- «Хозяйственный расчет и материальное поощрение работников промышленности» // «Вопросы экономики», 1955, № 6
- Планирование промышленного производства и материальные стимулы его развития. // «Коммунист». — 1956. — № 10.
- Об экономических рычагах выполнения плана промышленностью СССР. // «Коммунист». — 1959. — № 1.
- «Основные проблемы комплексной механизации и автоматизации производства» (1961),
- План, прибыль, премия. // «Правда». — 1962. — 9 сентября.
- Ещё раз о плане, прибыли, премии. // «Правда». — 1964. — 20 сентября.
- «План, прямые связи и рентабельность»// «Правда» — 1965. — 21 ноября.
- Экономические методы повышения эффективности общественного производства. — М.: Экономика, 1970. — 173 с.
- «Государственный бюджет в новых условиях хозяйствования», 1970.